# Panathinaikos Athény (fotbal)
Panathinaikos Athény (řecky Π.Α.Ε. Παναθηναϊκός Α.Ο.) je řecký fotbalový klub z Athén, součást vícesportovního klubu Panathinaikos Athletikos Omilos. Klub hraje nejvyšší soutěž, řeckou superligu. Jako první řecký klub hrál finále evropského poháru (PMEZ 1971) a Interkontinentální pohár (1971 prohra s Nacionalem Montevideo 1:1 a 0:2). V souvislosti s hospodářskou krizí v Řecku se klub dostal do potíží, od roku 2012 vlastní 54,75 % akcií klubu sdružení fanoušků Παναθηναϊκή Συμμαχία.
Trojlístek (Τριφύλλι) v klubovém znaku údajně pochází od Billyho Sherringa, kanadského vytrvalce irského původu, který měl při svém maratónském vítězství na olympijských mezihrách v Athénách roku 1906 na dresu jetelový list (shamrock), irský národní symbol.
Největším rivalem je Olympiakos Pireus, vzájemný zápas bývá nazýván Matka všech bitev a často ho provázejí násilnosti.
V letech 2004 až 2005 byl trenérem klubu Zdeněk Ščasný.

## Historie

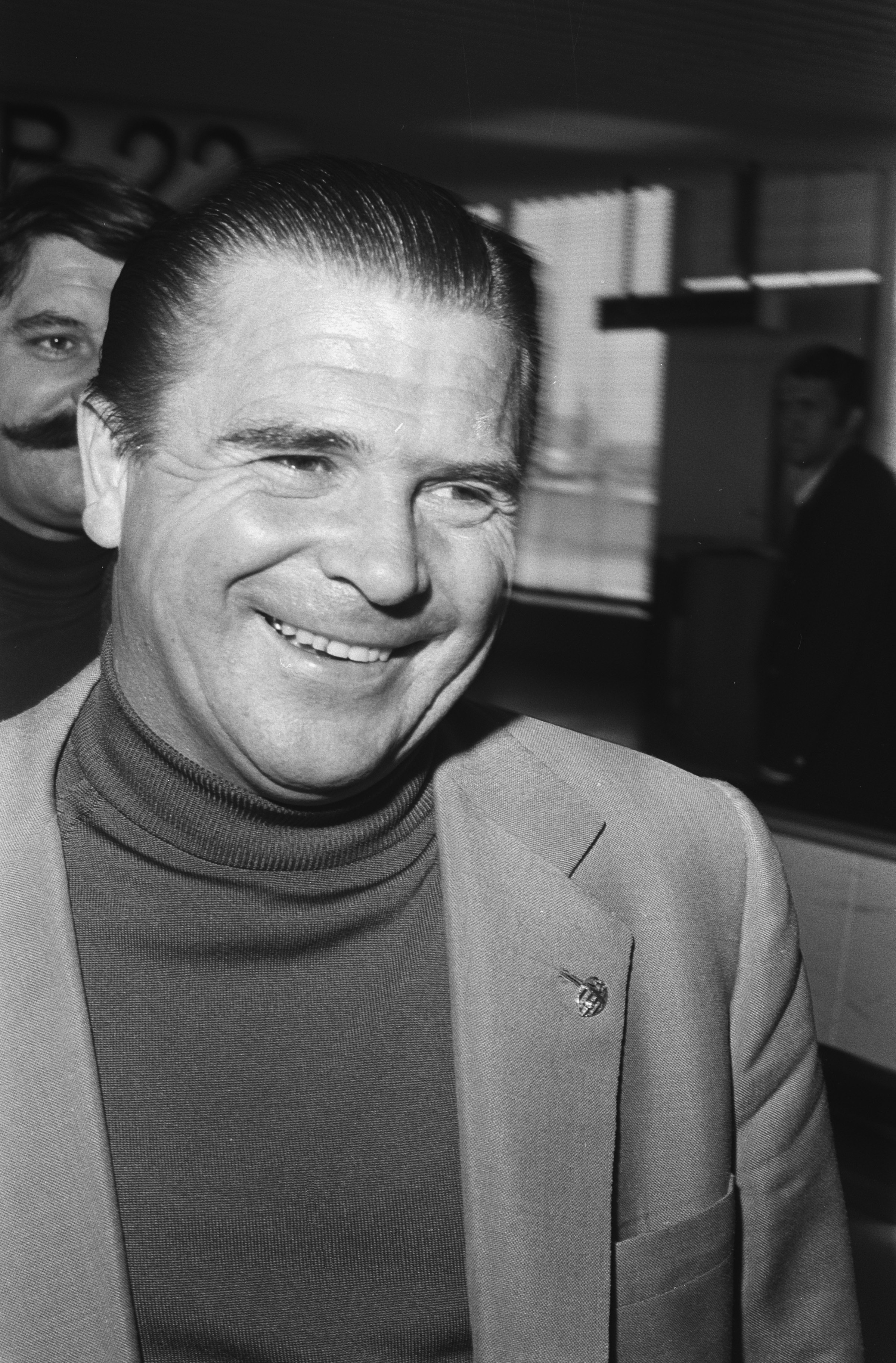
Ferenc Puskás roku 1971

Panathinaikos byl založen 3. února v roce 1908 dvěma bratry Kalafatisovými – Giorgiosem a Alexandrosem.
Giorgios se stal prvním kapitánem a trenérem a Alexandros prvním klubovým prezidentem. Společně s nimi stálo u zrodu POA dalších 14 mužů.
Roku 1918 se v klubovém emblému prvně objevil čtyřlístek.
Během 20. let se Panathinaikos dostal do křížku s AEK Athény, čímž vznikla vzájemná rivalita. Panathinaikos v této době ovládl regionální šampionát třikrát v řadě mezi roky 1925 a 1927.
Roku 1925 sehrálo mužstvo svůj první zápas s mužstvem z cizí země, když nastoupilo proti jugoslávskému klubu Vittoria Záhřeb.
První titul v celořecké lize si Zelení vydobyli v ročníku 1929/30, kdy je trénoval József Künsztler.
Roku 1940 poprvé získali trofej v řeckém poháru. Ve 30., 40. a 50. letech byla úspěšnější konkurence v čele s Olympiakosem.
Obrodu a několik titulů přinesla 60. léta, kdy se už hrála liga bez play-off. V ročníku 1963/64 zabránili Zelení obhajobě AEK a zahájili vlastní titulové tažení aniž by poznali příchuť porážky. Mezi roky 1970 až 1974 je trénoval legendární maďarský fotbalista Ferenc Puskás, pod nímž dosáhli finále Poháru mistrů evropských zemí (PMEZ) v ročníku 1970/71. Byli poraženi Ajaxem s hráči jako byli Johan Cruyff, Johan Neeskens nebo Arie Haan. Pana se mezinárodnímu úspěchu přiblížili znovu v sezóně 1995/96, to se probojovali mezi poslední čtveřici mužstev Ligy mistrů UEFA, nástupci PMEZ. Finále jim opět odepřel nizozemský Ajax (souhrnný výsledek 1:3).
Od poloviny 90. let ovládli řeckou ligu hráči Olympiakosu, kterou Pana narušili v sezónách 2003/04 a 2009/10 a v obou získali svůj sedmý, resp. osmý double. Přes investice do kádru a mládeže se hegemonii Olympiakosu nepodařilo zlomit.
Od roku 2007 hraje své zápasy na Olympijském stadionu v Athénách, domácím stadionu AEK. Byť šlo původně o dočasné stěhování, klub na stadionu zůstává i nadále (r. 2020).

## Vyhrané trofeje
- Řecká Superliga (20×): 1930, 1949, 1953, 1960, 1961, 1962, 1964, 1965, 1969, 1970, 1972, 1977, 1984, 1986, 1990, 1991, 1995, 1996, 2004, 2010
- Řecký fotbalový pohár (18×): 1940, 1948, 1955, 1967, 1969, 1977, 1982, 1984, 1986, 1988, 1989, 1991, 1993, 1994, 1995, 2004, 2010, 2014
- Řecký superpohár (3×): 1988, 1993, 1994

Zdroje:

## Soupiska
K 29. červenci 2022
| Číslo |            | Pozice | Hráč                    |
| ----- | ---------- | ------ | ----------------------- |
| 2     | Řecko      | O      | Georgios Vagiannidis    |
| 3     | Španělsko  | O      | Juankar                 |
| 4     | Španělsko  | Z      | Rubén Pérez             |
| 5     | Nizozemsko | O      | Bart Schenkeveld        |
| 6     | Řecko      | Z      | Sotiris Alexandropoulos |
| 7     | Řecko      | Ú      | Fotis Ioannidis         |
| 9     | Slovinsko  | Ú      | Andraž Šporar           |
| 10    | Španělsko  | Ú      | Carlitos                |
| 11    | Rumunsko   | O      | Cristian Ganea          |
| 12    | Rusko      | B      | Jurij Lodygin           |
| 14    | Argentina  | O      | Facundo Sánchez         |
| 16    | Slovinsko  | Z      | Adam Gnezda Čerin       |

| Číslo |            | Pozice | Hráč                          |
| ----- | ---------- | ------ | ----------------------------- |
| 21    | Řecko      | Z      | Dimitrios Kourbelis (kapitán) |
| 22    | Španělsko  | Z      | Aitor Cantalapiedra           |
| 23    | Island     | O      | Hörður Magnússon              |
| 24    | Řecko      | O      | Georgios Sideras              |
| 27    | Řecko      | O      | Giannis Kotsiras              |
| 31    | Chorvatsko | O      | Zvonimir Šarlija              |
| 34    | Argentina  | Z      | Sebastián Palacios            |
| 44    | Řecko      | O      | Achilleas Poungouras          |
| 68    | Řecko      | B      | Nikos Christogeorgos          |
| 77    | Slovinsko  | Z      | Benjamin Verbič               |
| 91    | Itálie     | B      | Alberto Brignoli              |

## Významní hráči
- Antonis Antoniadis, Stratos Apostolakis, Angelos Basinas, Dimitrios Domazos, Georgios Donis, Kostas Eleftherakis, Panagiotis Fissas, Kostas Frantzeskos, Mike Galakos, Georgios Georgiadis, Takis Ikonomopoulos, Ioannis Kalitzakis, Aristidis Kamaras, Giorgos Kapouranis, Konstantinos Katsuranis, Anthimos Kapsis, Jorgos Karagunis, Ioannis Kirastas, Sotiris Kirjakos, Kostas Linoxilakis, Spiros Livathinos, Takis Loukanidis, Spiros Marangos, Angelos Messaris, Apostolos Nikolaidis, Antonios Nikopolidis, Nikos Nioplias, Nikos Sarganis, Dimitris Saravakos, Giourkas Seitaridis, Nikos Vamvakoulas
- Oscar Alvarez, Juan Jose Borelli, Juan Ramon Rotcha, Javier Saviola, Juan Ramón Verón
- Júlio César Silva, Flávio Conceição, Gilberto Silva
- Rene Henriksen, Jan Michaelsen
- Markus Münch, Karlheinz Pflipsen
- Aljoša Asanović, Robert Jarni, Goran Vlaović, Velimir Zajec
- Erik Mykland
- Emmanuel Olisadebe, Josef Wantzik, Krzysztof Warzycha
- Paulo Sousa
- Sidney Govou, Djibril Cissé